# آرتور باراکلاف
آرتور باراکلاف (انگلیسی: Arthur Barraclough؛ ۷ نوامبر ۱۹۱۶ – ۲۰۰۵ (۸۸−۸۹ سال)) بازیکن فوتبال بود.